# Улица Киселёва Ю. П. (Саратов)
У́лица Киселёва (до 1997 года часть Первома́йской у́лицы) — одна из небольших улиц в центральной части Саратова. Проходит по территории Кировского района между улицами Горького и Рахова.

## История
До декабря 1997 года улица Киселёва входила в состав Первомайской улицы, которая поднималась от Волги. Улица была указана на плане Саратова конца XVIII века, но доходила она только до Хлебной площади (нынешней улицы Горького). В первой половине XIX века улица была проложена за Хлебной площадью — нынешняя улица Киселёва. Она получила название Казачья, так как проходила по территории поселения казаков, за чертой города. После кончины народного артиста СССР, лауреата государственных премий РСФСР и СССР Юрия Петровича Киселёва, главного режиссёра и художественного руководителя саратовского ТЮЗа, улице, на которой оказался новый корпус театра, было присвоено его имя.

## Здания и сооружения

### Нечётная сторона
- На пересечении с улицей Горького (Горького, 43) — бывший дом мукомола Бореля, ныне — корпус № 2 СГЮА.
- Улица Киселёва, 7 — МУП «Ритуал»[2].
- На пересечении с улицей Вольской (Вольская, 91) — деловой центр «Столыпин», класс «А—».
- На пересечении с улицей Чапаева (Чапаева, 74) — новое здание ТЮЗа имени Киселёва[3].

### Чётная сторона
- На пересечении с улицей Горького (Горького, 47) — бывший дом купца Сатова, в советское время в здании открылся магазин «Свет». Работает до сих пор.
- Улица Киселёва, 4 — спорт-бар «Балу».
- Улица Киселёва, 36 — салон оптики.
- Улица Киселёва, 40 — Главпочтамт
- Улица Киселёва, 64/66 — офис строительной компании «Шелдом»
- Улица Киселёва, 76 — особняк П. М. Зыбина. Построен в 1900 году саратовским архитектором П. М. Зыбиным в стиле модерн. В формах здания угадываются заимствования из известных московских построек Л. Н. Кекушева — особняка Листа и собственного особняка на Остоженке[4].

## Транспорт
Маршрутное такси № 17 конечная на пересечении с улицей Чапаева, около нового здания ТЮЗа.

## Почтовый индекс
410012

## География
Улица Киселёва граничит или пересекает:
- улица Максима Горького
- улица Вольская
- улица Чапаева
- улица Рахова